# Liste der Straßen in Essen-Bergeborbeck
Die Liste der Straßen in Essen-Bergeborbeck beschreibt das Straßensystem im Essener Stadtteil Bergeborbeck mit den entsprechenden historischen Bezügen.

## Einführung und Überblick
In Bergeborbeck leben 4323 Einwohner (30. September 2022) auf einer Fläche von 4,96 km². Der Stadtteil zählt zum Stadtbezirk IV Borbeck. Der Großteil des Stadtteils zählt mit Vogelheim, großen Teilen von Bochold sowie kleinen Teilen von Borbeck-Mitte und Gerschede zum Postleitzahlenbezirk 45356. Der Teil südlich der Bahnstrecke Duisburg–Dortmund gehört mit dem Rest von Borbeck-Mitte und Bochold zum Bezirk 45355.
Der Stadtteil wird – im Norden beginnend – im Uhrzeigersinn folgendermaßen begrenzt:

Rhein-Herne-Kanal zu den Bottroper Stadtteilen Ebel und Welheimer Mark, Hafenstraße zu Vogelheim, Bottroper Straße, Carolus-Magnus-Straße, Zinkstraße, Flandernstraße, Carl-Kruft-Straße, Johannes-Brokamp-Straße und Marktstraße zu Bochold, Prinzenstraße, Kuhlmannsfeld, Hesselbruch und Kleingartenanlage Weidkamp zu Borbeck-Mitte, Friedhof Dellwig zu Gerschede sowie Alte Bottroper Straße und Bottroper Straße zu Dellwig.
In Bergeborbeck gibt es 39 benannte Verkehrsflächen, darunter einen Platz. 14 Straßen davon befinden sich nur teilweise im Stadtteil.

Neben den oben erwähnten Straßen, die ganz oder teilweise die Grenze zu einem Nachbarstadtteil bilden oder auch in diesem fortgeführt werden, sind dies: die Zechenstraße (in Bochold), die Straße Leimgardtsfeld, die Stolbergstraße, die Neustraße, die Straße Schacht Neu-Cöln und die Straße Weidkamp (in Borbeck-Mitte) sowie die Bottroper Straße, die nicht nur die Grenze zu Dellwig und weiter südlich zu Bochold bildet, sondern auch weiter bis in die Essener Innenstadt führt.
Durch Bergeborbeck verlaufen folgende Straßenzüge mit dem Status einer Landes- oder Kreisstraße:
- Landesstraße 229: (aus Borbeck-Mitte kommend) – Leimgardtsfeld  – (weiter in Bochold)
- Landesstraße 631: (aus Bottrop-Ebel kommend) – Bottroper Straße – (weiter in Bochold)
- Kreisstraße 13: L 631 – Alte Bottroper Straße – Weidkamp – (weiter in Borbeck-Mitte)

## Liste der Straßen
Die nachfolgende Tabelle gibt eine Übersicht über die vorhandenen Straßen, Wege und Plätze im Stadtteil sowie einige dazugehörige Informationen.
- Name: aktuelle Bezeichnung der Straße.
- Länge/Maße in Metern:
 Die in der Übersicht enthaltenen Längenangaben sind gerundete Übersichtswerte, die in Google Earth mit dem dortigen Maßstab ermittelt wurden. Sie dienen Vergleichszwecken und werden, sofern amtliche Werte bekannt sind, ausgetauscht und gesondert gekennzeichnet.
 Der Zusatz (im Stadtteil) gibt an, dass die Länge die des Straßenabschnitts innerhalb des Stadtteils ist, da die Straße in benachbarte Stadtteile weitergeführt wird.
 Der Zusatz (alle Straßenabschnitte zusammen) gibt an, dass die Straße so verwinkelt ist, dass keine „Hauptstraße“ besteht. Stattdessen wird die Länge aller Straßenabschnitte zusammengezählt.
- Herleitung: Ursprung oder Bezug des Namens
- Datum der Benennung: amtliche Erstbenennung
- Anmerkungen: zusätzliche Informationen
- Bild: Foto der Straße oder eines anliegenden Objekts

| Name                    | Länge/Maße (in Metern)                 | Herleitung                                                                         | Datum der Benennung | Bemerkungen | Bild |
| ----------------------- | -------------------------------------- | ---------------------------------------------------------------------------------- | ------------------- | --- | ---- |
| Alte Bottroper Straße   | 1600                                   | ehem. Teil der Bottroper Straße                                                    | 20. Aug. 1980       | Die Bottroper Straße erhielt 1980 vom Sulterkamp bis zur Stadtgrenze zu Bottrop eine neue Führung. Der alte Teil wurde daher umbenannt in „Alte Bottroper Straße“. Sie führt von der Kreuzung Sulterkamp/Bottroper Straße parallel zu ihr und trifft an der Econova-Allee wieder auf sie. |      |
| Aluminiumallee          | 100                                    | Essener Aluminiumhütte                                                             | 10. Juli 2001       | Die Aluminiumallee zweigt im Industriegebiet „Econova“ von der Emscherbruchallee ab und ist nach der alten Essener Aluminiumhütte benannt. Sie besitzt nur eine Hausnummer, die Trimet Aluminium an der Aluminiumallee 1. |      |
| Am Ringofen             | 150                                    | Ringofen-Ziegelei Wilhelm Leimgardt                                                | 8. Sep. 1959        | Am Ringofen ist eine Stichstraße zur Neustraße im Süden von Bergeborbeck. Sie liegt nahe der ehemaligen Ringofen-Ziegelei von Wilhelm Leimgardt und ist daher nach dieser benannt. |      |
| Am Stadthafen           | 1400                                   | Essener Stadthafen                                                                 | 14. Dez. 1966       | Die Straße Am Stadthafen liegt im Norden des Stadtteils am 1934 eingerichteten Essener Stadthafen, nach dem sie benannt ist. Sie bildet die Fortführung der Econova-Allee hinter der Emscherbruchallee und führt bis nach Vogelheim, wo sie als Daniel-Eckhardt-Straße fortgesetzt wird. |      |
| Bessemerstraße          | 130                                    | Henry Bessemer, 1813–1898, Ingenieur und Erfinder                                  | 15. Juli 1957       | Die Bessemerstraße verbindet die Oskar-Pannen- und die Carl-Kruft-Straße. Sie ist nach Henry Bessemer benannt, dem Erfinder des ersten Verfahrens, Stahl in Massenproduktion herzustellen. Bis 1957 war die Straße Teil der Schraeplerstraße. |      |
| Bottroper Straße        | 2700 im Stadtteil                      | Bottrop, Nachbarstadt von Essen                                                    | 29. Aug. 1927       | Die Bottroper Straße führt aus dem Nordviertel durch Bochold, Altenessen, Bergeborbeck und Dellwig bis in die Nachbarstadt Bottrop und ist daher nach dieser benannt. Ursprünglich war sie in mehrere Straßen aufgeteilt: in die Segerothstraße, die Blechstraße, die Phönixstraße, die Bruchstraße und die Franzstraße; nach der Eingemeindung Borbecks zur Stadt Essen in die Straße Auf dem Bleek, die Haus-Horl-Straße und die Straße Im Hesselbruch. 1927 wurden all diese Straßen zur Bottroper Straße zusammengefasst. Zwischen dem Sulterkamp in Bergeborbeck und der Stadtgrenze erhielt sie 1980 eine neue Führung, woraufhin der alte Teil zur Alten Bottroper Straße umbenannt wurde. |      |
| Carl-Kruft-Straße       | 240                                    | Carl A. J. M. Kruft, 1838–1881, Regierungsreferendar                               | 9. März 1983        | Carl Anton Joseph Maria Kruft war ein Regierungsreferendar bei der Bezirksregierung in Koblenz, der aus Borbeck kam. Nach ihm ist die Carl-Kruft-Straße benannt, die die Leimgardtsfeld und Zechenstraße miteinander verbindet und dabei die Grenze zu Bochold bildet. Bis 1983 war sie Teil der Straße Bergmühle in Bochold, vor 1915 hieß sie Edelstraße. |      |
| Carolus-Magnus-Straße   | 650 im Stadtteil                       | Zeche Carolus Magnus                                                               | 9. Juli 1915        | 1841 wurde der Schacht Lorchen im Grubenfeld Carolus Magnus abgeteuft, fünf Jahre später wurde das Grubenfeld an Mathias Stinnes und Ernst Honigmann verliehen und der Schacht Lorchen nahm die Förderung auf. 1870 ging der Schacht Carolus Magnus 1 in Betrieb, 1889 der Schacht 2 „Catho“. Der Schacht „Lorchen“ wurde stillgelegt und 1925 Schacht 3 niedergebracht. Die Zeche Carolus Magnus wurde 1945 durch einen Luftangriff zerstört und 1951 endgültig stillgelegt. Die Carolus-Magnus-Straße liegt am ehemaligen Zechengelände und führt von der Bottroper Straße südwärts in einem Bogen bis nach Bochold. Bis 1915 hieß sie Karlstraße. |      |
| Cathostraße             | 300                                    | Catho Wenzel, 1889–1970, Tochter von Gerhard Küchen                                | 13. Juni 1966       | Die Cathostraße trägt ihren Namen nur indirekt nach Catho Wenzel, denn sie liegt am Schacht 2 „Catho“ der Zeche Carolus Magnus. Dieser ist nach der Tochter des Generaldirektors Gerhard Küchen, eines Enkels von Mathias Stinnes benannt gewesen, so dass die Verbindung zwischen Carolus-Magnus-Straße und Bottroper Straße ihren Namen auf Catho Wenzel zurückführt. Auf dem Sportplatz an der Cathostraße ist der Vereinssitz der DJK Wacker Bergeborbeck. |      |
| Dünkelbergstraße        | 260                                    | Gustav Dünkelberg, 1840–1905, Unternehmer bei Krupp                                | 15. Juli 1957       | Gustav Dünkelberg war der Leiter der Magazinverwaltung bei der Friedrich Krupp AG. Die nach ihm benannte Dünkelbergstraße liegt in einer Kruppschen Siedlung, wo mehrere Straßen nach wichtigen Angestellten der Firma Krupp benannt sind. |      |
| Econova-Allee           | 750                                    | Econova, Industrie- und Gewerbegebiet                                              | 24. Feb. 1999       | Die Econova-Allee führt von der Bottroper Straße nordostwärts quer durch das Industrie- und Gewerbegebiet „Econova“. Hinter der Emscherbruchallee wird sie als „Am Stadthafen“ fortgeführt. |      |
| Emscherbruchallee       | 1300                                   | Bruchlandschaft der Emscheraue                                                     | 24. Feb. 1999       | Die Emscherbruchallee verläuft im Industriegebiet „Econova“ zwischen Bottroper Straße und Econova-Allee und soll mit ihrem Namen daran erinnern, dass sich hier früher die Bruchlandschaft der Emscheraue befand. |      |
| Flandernstraße          | 400 im Stadtteil                       | Flandern, Region in Belgien                                                        | 9. Dez. 1987        | Die Flandernstraße führt von der Zinkstraße bogenförmig zur Germaniastraße in Bochold. Ursprünglich war sie wie die umliegenden Straßen der Zinkstraße zugeordnet, aber wegen der zahlreichen Nebenwege und Abzweigungen war die Nummerierung sehr unübersichtlich. Daher schlugen die Anlieger vor, den einzelnen Teilabschnitten eigene Namen zu geben, so dass 1987 die „Flandernstraße“ ihren Namen erhielt. Dieser bezieht sich auf Belgien, da die Borbecker Zinkhütte 1847 von einem belgischen Unternehmer gegründet wurde. Die Wege, die von der Flandernstraße abzweigen, sind allesamt nach flandrischen Städten benannt. |      |
| Fleuenbruch             | 190                                    | „Fleuenbruch“, Name einer Gemeinheit                                               | 24. Sep. 1923       | Die Gemeinheit „Fleuenbruch“ wurde 1837 unter den Berechtigten aufgeteilt. Nach ihr wurde 1923 diese Verbindung zwischen Neustraße und Küppers Garten benannt. |      |
| Georg-Melches-Straße    | 100                                    | Georg Melches Bergwerksdirektor, Fußballfunktionär, Mitgründer von Rot-Weiss Essen | 12. Sep. 2023       | Ein 100 Meter langes Teilstück der Zufahrt zum Stadion an der Hafenstraße wurde auf Antrag der Georg-Melches-Initiative nach Georg Melches benannt. |      |
| Hans-Fehr-Allee         | 400                                    | Hans Fehr, 1926–1990, Politiker                                                    | 24. Feb. 1999       | Hans Fehr war jahrelang Ratsmitglied und Vorsitzender des Bauausschusses der Stadt Essen sowie Betriebsratsvorsitzender der Firma AEG Kanis. Nach ihm ist die Hans-Fehr-Allee benannt, die die Fortsetzung der Emscherbruchallee hinter der Econova-Allee am Stadthafen und Rhein-Herne-Kanal bildet. |      |
| Heegstraße              | 900                                    | Haus Heeck, adliges Rittergut                                                      | 28. Nov. 1895       | Die Heegstraße führte früher bis zum Haus Heck (auch Heeck oder Heeg) in Vogelheim und war daher nach diesem benannt. Heute führt sie als Fortführung der Stolbergstraße hinter der Neu-/Zechenstraße bis hinter die Alte Bottroper Straße. Bis 1915 hieß ein Teil der Straße Teilstraße. |      |
| Helmut-Rahn-Platz       | 900                                    | Helmut Rahn, ehemaliger Fußballspieler                                             | Okt. 2018           | Der in Essen gebürtige Fußballspieler Helmut Rahn wurde durch seinen Siegtreffer zum 3:2 im Weltmeisterschafts-Finale 1954 gegen Ungarn bekannt, der Deutschland zum Weltmeister machte und das Wunder von Bern begründete. Der Helmut-Rahn-Platz liegt vor dem Stadion Essen, der Heimspielstätte des heutigen West-Regionalligisten Rot-Weiss Essen und besitzt bereits seit 2014 eine Bronzestatue Rahns. |      |
| Im Hesselbruch          | 450                                    | „Hesselbruch“, Name einer Gemeinheit                                               | 4. Nov. 1935        | Der Hesselbruch war eine 507 Morgen große Gemeinheit, nach der 1935 die ehemalige Heimstraße benannt wurde. Bisweilen wird auch heute noch die Grünfläche zwischen Grasstraße und Im Hesselbruch Hesselbruch genannt. Die Straße bildet einen Bogen hinter der Alten Bottroper Straße. |      |
| Johannes-Brokamp-Straße | 230                                    | Johannes Brokamp, 1884–1960, Pfarrer an St. Dionysius und Stadtdechant             | 11. Mai 1977        | Johannes Brokamp war seit 1929 Pfarrer an St. Dionysius, seit 1942 Dechant von Borbeck und seit 1952 Stadtdechant. Später wurde er zum Domkapitular ernannt. All diese Ämter übte er bis zu seinem Tod 1960 aus. 1977 wurde ein altes Teilstück der Borbecker Straße nach ihm benannt. Die Straße führt von der Stolbergstraße zur Legrandallee in Bochold. |      |
| Kuhlmannsfeld           | 350 im Stadtteil                       | Feld des Hofs Kuhlmann                                                             | 16. Dez. 1970       | Das Kuhlmannsfeld führt aus Borbeck-Mitte nordostwärts zur Neustraße. Zwischen Prinzen- und Neustraße bildet es die Grenze zu Borbeck-Mitte. Ursprünglich Feldstraße genannt, wurde dieser alte Name 1970 mit dem des Hofs Kuhlmann, der sich an der Einmündung in die Hülsmannstraße befand, schon 1668 belegt ist und zum Oberhof Borbeck gehörte, kombiniert. |      |
| Küppers Garten          | 140                                    | Garten des Kotten Küpper                                                           | 24. Sep. 1923       | Hier befand sich früher der Garten des Kötters Küppter, der bereits 1668 genannt wird und als Erbleibgewinngut zum Gräflichen Damenkapitel in Essen gehörte. Die Straße Küppers Garten führt vom Fleuenbruch zur Neustraße. |      |
| Leimgardtsfeld          | 700 im Stadtteil                       | Gelände der Familie Leimgardt                                                      | 9. Juli 1915        | Das Leimgardtsfeld kommt aus Borbeck-Mitte, bildet die Hauptstraße im Süden des Stadtteils und wird in Bochold als Theodor-Hartz-Straße fortgeführt. Die Leimgardts waren ein altes Beamtengeschlecht, dessen Stammhaus in Borbeck stand. Aus dem Jahr 1635 ist ein Tilmann Leimgardt benannt, der die dritte Auflage des Essendischen Gesangbuch in Wesel drucken ließ. Später gingen einige Beigeordnete sowie der Bürgermeister Christian Joseph Philipp Leimgardt (1761–1829) aus der Familie hervor. Die Straße Leimgardtsfeld führt über Gelände, das früher der Familie Leimgardt gehörte. Bis 1915 hieß die Straße Ziegelstraße. |      |
| Lierweg                 | 140                                    | Lier, Stadt in Belgien                                                             | 9. Dez. 1987        | Der Lierweg bildet eine Stichstraße zur Flandernstraße. Der Name der Flandernstraße bezieht sich auf Belgien, da die nahegelegene Borbecker Zinkhütte 1847 von einem belgischen Unternehmer gegründet wurde. Die Wege, die von der Flandernstraße abzweigen, sind allesamt nach flandrischen Städten benannt, so auch der Lierweg. |      |
| Lüschershofstraße       | 1100 (alle Straßenabschnitte zusammen) | Kotten Lüscher, altes Bauerngut                                                    | 29. Aug. 1927       | Der schon 1668 erwähnte Kotten Lüscher (auch Luscher oder Lütscher) war ein Bauerngut von neun Morgen. Die nach ihm benannte Lüschershofstraße führt vom Sulterkamp zur Emscherbruchallee. Sie war bis 1927 Teil der Bottroper Straße. |      |
| Marktstraße             | 60 im Stadtteil                        | Borbecker Markt                                                                    | 22. Juni 1977       | Nach der Lage am Borbecker Markt wurde die Marktstraße, die vom Bahnhof Essen-Borbeck aus quer durch die Borbecker Innenstadt bis nach Bergeborbeck geführt und 1977 so genannt. Ursprünglich hieß sie 1891 im Bergeborbecker Teil zusammen mit der Johannes-Brokamp-Straße Wilhelmstraße. Mit der damaligen Marktstraße und der Oberstraße wurde sie 1915 zur Borbecker Straße zusammengefasst. 1977 wurde das nördliche Stück der Borbecker Straße geschaffen, die heutige Verbindung zwischen Fürstäbtissinstraße und Wolfsbankring in Bochold. Das in der Innenstadt und Bergeborbeck gelegene Stück der Borbecker Straße erhielt daraufhin den alten Namen Marktstraße. |      |
| Neustraße               | 450 im Stadtteil                       | Zeche Neu-Cöln                                                                     | 30. Apr. 1891       | Es handelt sich um eine der für Borbeck typischen Namenskurzformen aus der Zeit des Bürgermeisters Rudolf Heinrich (1845–1917), der zwischen 1881 und 1907 das Amt innehatte und sich in den 1890er-Jahren für die Benennung der Straßen einsetzte. Die Straße lag an der ehemaligen Zeche Neu-Cöln und hieß daher abgekürzt Neustraße. Sie liegt im Süden von Bergeborbeck und führt aus Borbeck-Mitte bogenförmig bis zur Heegstraße/Stolbergstraße, hinter der sie als Zechenstraße fortgesetzt wird. |      |
| Oskar-Pannen-Straße     | 350                                    | Oskar Pannen, 1909–1975, evangelischer Pfarrer in Borbeck                          | 8. Juni 1977        | Oskar Pannen war von 1946 bis 1975 Hilfsprediger und später Pfarrer der evangelischen Kirchengemeinde Essen-Borbeck. Die nach ihm benannte Straße führt vom Leimgardtsfeld parallel zur Carl-Kruft-Straße zur Zechenstraße. Sie hieß bis 1977 Herderstraße, zuvor bis 1915 Grabenstraße. |      |
| Ostuferstraße           | 1000                                   | Ostufer des Essener Stadthafens                                                    | 14. Dez. 1966       | Die Ostuferstraße führt am Ostufer des Essener Stadthafens entlang und trägt daher ihren Namen. |      |
| Prinzenstraße           | 350 im Stadtteil                       | Bezug auf das deutsche Kaiserhaus                                                  | 8. Okt. 1896        | Rund um das Borbecker Rathaus herum bezogen sich viele Straßennamen auf das deutsche Kaiserhaus, so die Kaiserstraße (heute Legrandallee in Bochold), die Wilhelmstraße (heute Borbecker Straße in Borbeck-Mitte), die Augustastraße (heute Stolbergstraße), die Viktoriastraße (heute Wolfsbankstraße in Bochold), die Reichsstraße (heute Termiedenhof in Bochold), die Friedrichstraße (heute Vinckestraße in Borbeck-Mitte), die Kurstraße (heute Teil der Prinzenstraße) und eben die Prinzenstraße, die als einzige übrig blieb. Sie führt von der Stolbergstraße als Verlängerung der Otto-Brenner-Straße in Bochold nordostwärts bis zur Armstraße und bildet zwischen Stolbergstraße und Kuhlmannsfeld die Grenze zu Borbeck-Mitte. Hier befindet sich das Gymnasium Borbeck und der Sportplatz Prinzenstraße. |      |
| Schacht Neu-Cöln        | 400 im Stadtteil                       | Zeche Neu-Cöln                                                                     | 12. März 1986       | Die Straße Schacht Neu-Cöln führt im Süden des Stadtteils aus Borbeck-Mitte zur Heegstraße durch das Gelände, auf dem sich früher der 1845 abgeteufte Schacht Neu-Cöln befand. Der westliche Teil gehörte bis 1986 zur Neustraße und wurde, als der östliche Teil, der durch ein Gewerbegebiet führt, gebaut wurde, mit diesem zusammen Schacht Neu-Cöln genannt. |      |
| Schnurstraße            | 160                                    | schnurförmiger Straßenverlauf                                                      | 22. Jan. 1897       | Der Name Schnurstraße leitet sich angeblich vom schnurförmigen Straßenverlauf (von der Vogelheimer Höfegruppe zur damaligen Ziegelstraße) ab, es handelt sich um eine der für Borbeck typischen Kurzformen aus der Zeit des Bürgermeisters Rudolf Heinrich (1845–1917), der zwischen 1881 und 1907 das Amt innehatte und sich in den 1890er-Jahren für die Benennung der Straßen einsetzte. Heute führt die Schnurstraße von der Neustraße zum Leimgardtsfeld. |      |
| Schraeplerstraße        | 130                                    | Curt Schraepler, 1868–1928, Unternehmer bei Krupp                                  | 10. Jan. 1929       | Curt Schraepler war ab 1896 Ingenieur im Technischen Büro, ab 1899 Betriebsführer, ab 1911 Betriebsdirektor und Prokurist, ab 1913 Abteilungsdirektor und ab 1919 stellvertretendes Mitglied des Direktoriums der Friedrich Krupp AG. Die nach ihm benannte Schraeplerstraße liegt in einer Kruppschen Siedlung, in der mehrere Straßen nach wichtigen Angestellten der Firma Krupp benannt sind. Sie verbindet Neu- und Stolbergstraße. |      |
| Stolbergstraße          | 700 im Stadtteil                       | Christian zu Stolberg-Stolberg, 1748–1821, deutscher Dichter                       | 9. Juli 1915        | Wie die benachbarten Straßen Klopstock- und Wielandstraße ist die Stolbergstraße, die aus Borbeck-Mitte nordwärts bis zur Neu-/Zechenstraße führt, hinter der sie als Heegstraße fortgesetzt wird, nach einem Dichter benannt. Bis 1915 hieß sie Augustastraße. |      |
| Sulterkamp              | 1000                                   | Sulterkamp, Flurname                                                               | 14. Nov. 1935       | Der Sulterkamp ist eine Verbindung von der Bottroper Straße zum Industriegebiet „Econova“ und nach Vogelheim, wo sie als Vogelheimer Straße fortgesetzt wird. Die Straße hieß bis 1935 Schulstraße und trägt ihren Namen nach einem alten Flurnamen, der auch als Söltkamp, Saltkamp oder Sultkamp belegt ist. |      |
| Weidkamp                | 250 im Stadtteil                       | Weidkamp, Name einer Gemeinheit                                                    | 9. Juli 1915        | Weidkamp bezeichnete ursprünglich eine Gemeinheit, das heißt ein Gelände, das von der Allgemeinheit genutzt werden konnte, sowie einen Kotten, der 1668 als „Wiedkampskotten“ erwähnt wurde. Die Straße Weidkamp hieß bis 1915 Hesselstraße. Sie führt aus Borbeck-Mitte nordwärts nach Bergeborbeck zur Alten Bottroper Straße. An der Einmündung befand sich früher die Bergeborbecker Kirche „St. Bernhard im Brauk“, die 1999 abgerissen wurde. |      |
| Westuferstraße          | 1800                                   | Westufer des Essener Stadthafens                                                   | 14. Dez. 1966       | Die Westuferstraße verläuft am Westufer des Stadthafens und trägt daher ihren Namen. Sie beginnt an der Lüschershofstraße und endet am Rhein-Herne-Kanal. |      |
| Zechenstraße            | 400 im Stadtteil                       | Zeche Carolus Magnus                                                               | 30. Apr. 1891       | An der Zechenstraße lag früher der Schacht „Lorchen“ der Zeche Carolus Magnus, der von 1846 bis 1889 in Betrieb war. Die Zechenstraße führt als Fortsetzung der Neustraße hinter der Heeg-/Stolbergstraße in einem kleinen Bogen südostwärts zur Germaniastraße in Bochold. Hier befindet sich die Grundschule Höltingschule. |      |
| Zur Halbinsel           | 350                                    | Halbinsel am Rhein-Herne-Kanal                                                     | 24. Feb. 1999       | Die Straße Zur Halbinsel zweigt im Industriegebiet „Econova“ von der Econova-Allee ab und führt nordwärts zu einer bewaldeten Halbinsel im Rhein-Herne-Kanal, nach der sie benannt ist. |      |

## Liste ehemaliger Straßennamen
Die Liste der ehemaligen Straßennamen erhebt keinen Anspruch auf Vollständigkeit.
Einige der nicht mehr vorhandenen Straßennamen in Bergeborbeck stammen aus der Zeit des Bürgermeisters Rudolf Heinrich, der zwischen 1881 und 1907 das Amt innehatte und sich in den 1890er-Jahren für die Benennung der Straßen einsetzte. Damals war es noch nicht üblich, den Straßennamen an Beginn und Ende einer Straße zu setzen, da die Bebauung nicht sehr dicht war, deswegen befanden sich die Straßennamen auch auf den Hausnummernschildern. Damit dies möglichst machbar war, gab Heinrich den Straßen äußerst kurze Namen. Die meisten Straßennamen wurden 1915 nach der Eingemeindung der Bürgermeisterei Borbeck in die Stadt Essen geändert, um Dopplungen zu vermeiden.
| Name             | von           | bis           | umbenannt in (aktuell)                                          | Herleitung                                                                                   | Bemerkungen |
| ---------------- | ------------- | ------------- | --------------------------------------------------------------- | -------------------------------------------------------------------------------------------- | --- |
| Augustastraße    | 28. Nov. 1895 | 9. Juli 1915  | → Stolbergstraße                                                | Augusta von Sachsen-Weimar-Eisenach, als Ehefrau Kaiser Wilhelms I. Kaiserin von Deutschland | Es handelt sich um eine Themengruppe, die Straßennamen rund um das Borbecker Rathaus bezogen sich alle auf das deutsche Kaiserhaus. |
| Bergmühle        | 9. Juli 1915  | 9. März 1983  | → Carl-Kruft-Straße                                             | zum Haus Berge gehörende Mühle                                                               | Vor 1915 hieß die Straße Edelstraße. 1983 wurde der Bergeborbecker Teil als Carl-Kruft-Straße abgespalten, der Bocholder Teil heißt bis heute „Bergmühle“. |
| Borbecker Straße | 9. Juli 1915  | 11. Mai 1977  | aufgeteilt zwischen → Johannes-Brokamp-Straße und → Marktstraße | Hauptstraße von Borbeck                                                                      | 1915 wurde die Wilhelmstraße mit der „Marktstraße“ und der „Oberstraße“ in Borbeck-Mitte zur Borbecker Straße zusammengefasst. 1977 wurde der nördliche Teil dieser Straße als Marktstraße und der Bergeborbecker Teil als Johannes-Brokamp-Straße abgetrennt. |
| Edelstraße       | 8. Okt. 1896  | 9. Juli 1915  | → Carl-Kruft-Straße                                             |                                                                                              | Nach 1915 hieß die Straße zunächst Bergmühle. |
| Feldstraße       | 30. Apr. 1891 | 16. Dez. 1970 | → Kuhlmannsfeld                                                 |                                                                                              | |
| Grabenstraße     | 22. Jan. 1897 | 9. Juli 1915  | → Oskar-Pannen-Straße                                           |                                                                                              | Nach 1915 hieß die Straße zunächst Herderstraße. |
| Heimstraße       | 6. März 1920  | 4. Nov. 1935  | → Im Hesselbruch                                                |                                                                                              | |
| Herderstraße     | 9. Juli 1915  | 8. Juni 1977  | → Oskar-Pannen-Straße                                           | Johann Gottfried Herder, 1744–1803, Dichter                                                  | Die Straße hieß ursprünglich Grabenstraße. |
| Hesselstraße     | 30. Apr. 1891 | 9. Juli 1915  | → Weidkamp                                                      |                                                                                              | 1915 wurden Hesselstraße und Niederstraße in Borbeck-Mitte zum „Weidkamp“ zusammengefasst. |
| Karlstraße       | 30. Apr. 1891 | 9. Aug. 1915  | → Carolus-Magnus-Straße                                         | wahrscheinlich Bezug zur Zeche Carolus Magnus                                                | |
| Kurstraße        | 8. Okt. 1896  | 9. Juli 1915  | → Prinzenstraße                                                 | Abkürzung für Kurfürstenstraße                                                               | Es handelt sich um eine Themengruppe, die Straßennamen rund um das Borbecker Rathaus bezogen sich alle auf das deutsche Kaiserhaus. |
| Schulstraße      | 30. Apr. 1891 | 14. Nov. 1935 | → Sulterkamp                                                    |                                                                                              | |
| Wilhelmstraße    | 30. Apr. 1891 | 9. Juli 1915  | aufgeteilt zwischen → Johannes-Brokamp-Straße und → Marktstraße | Wilhelm I., 1797–1888, Kaiser von Deutschland                                                | Es handelt sich um eine Themengruppe, die Straßennamen rund um das Borbecker Rathaus bezogen sich alle auf das deutsche Kaiserhaus. 1915 wurde die Wilhelmstraße mit der Marktstraße und der Oberstraße in Borbeck-Mitte zur Borbecker Straße zusammengefasst. 1977 wurde der nördliche Teil dieser Straße als Marktstraße und der Bergeborbecker Teil als Johannes-Brokamp-Straße abgetrennt. |
| Ziegelstraße     | 14. Aug. 1895 | 9. Juli 1915  | → Leimgardtsfeld                                                |                                                                                              | Ziegelei des Wilhelm Leimgardt |
| Zinkstraße       | 30. Apr. 1891 | 9. Dez. 1987  | → Flandernstraße                                                | ehem. Zinkhütte von Bergeborbeck                                                             | Die Fortsetzung der Straße in Bochold trägt heute noch den Namen Zinkstraße, in Bergeborbeck wurde sie umbenannt, da die komplizierte Nummerierung mit Nebenwegen und Abzweigungen Anlass zu Verwirrung gaben. |